# Kimi no gin no niwa
„Kimi no gin no niwa” (jap. 君の銀の庭) – czternasty singel zespołu Kalafina, wydany 6 listopada 2013 roku przez wytwórnię Sony Music Entertainment Japan. Singel został wydany w czterech różnych formatach: CD, CD (wer. anime), CD+DVD oraz CD+Blu-ray. 
Tytułowy utwór został wykorzystany jako piosenka przewodnia filmu Puella Magi Madoka Magica: Rebellion (jap. 魔法少女まどか☆マギカ 叛逆の物語 Mahō Shōjo Madoka Magika Hangyaku no Monogatari). Singel osiągnął 4 pozycję w rankingu Oricon i pozostał na liście przez 16 tygodni, sprzedano 60 532 egzemplarzy.

## Lista utworów
Wszystkie utwory zostały skomponowane i napisane przez Yuki Kajiura.
| CD                 |                                                                         |      |
| Nr                 | Tytuł                                                                   | Czas |
| 1.                 | "Kimi no gin no niwa" (jap. 君の銀の庭)                                 | 5:07 |
| 2.                 | "misterioso"                                                            | 4:02 |
| 3.                 | "Tsuioku" (jap. 追憶)                                                   | 4:37 |
| 4.                 | "Kimi no gin no niwa ~instrumental~" (jap. 君の銀の庭 〜instrumental〜) | 5:06 |
| DVD (wersja A i B) |                                                                         |      |
| Nr                 | Tytuł                                                                   | Czas |
| 1.                 | "Kimi no gin no niwa" (jap. 君の銀の庭) (music video)                   | 5:07 |

## Notowania
| Lista                             | Pozycja |
| --------------------------------- | ------- |
| Oricon Weekly Singles Chart       | 4       |
| Billboard Japan Hot 100           | 6       |
| Billboard JAPAN Hot Singles Sales | 3       |
| Billboard JAPAN Hot Animation     | 1       |
| Sound Scan                        | 5       |